# ماچار (داغستان)
ماچار (به لاتین: Machar) یک منطقهٔ مسکونی در روسیه است که در داغستان واقع شده‌است.